# Ligocianka Ligota
K.S. Ligocianka Ligota – polski klub sportowy, założony w marcu 1924 r. w Ligocie (obecnie dzielnica Katowic) z inicjatywy Pawła Biegańskiego i Jana Podleśnego, przyjmując początkowo nazwę „Polonia”. 1 stycznia 1965 klub połączył się ze Spartą Katowice w jeden zespół. Od tej pory klub funkcjonował pod nazwą Budowlany Klub Sportowy Sparta Katowice przy ul. Rolnej 43.

## Historia

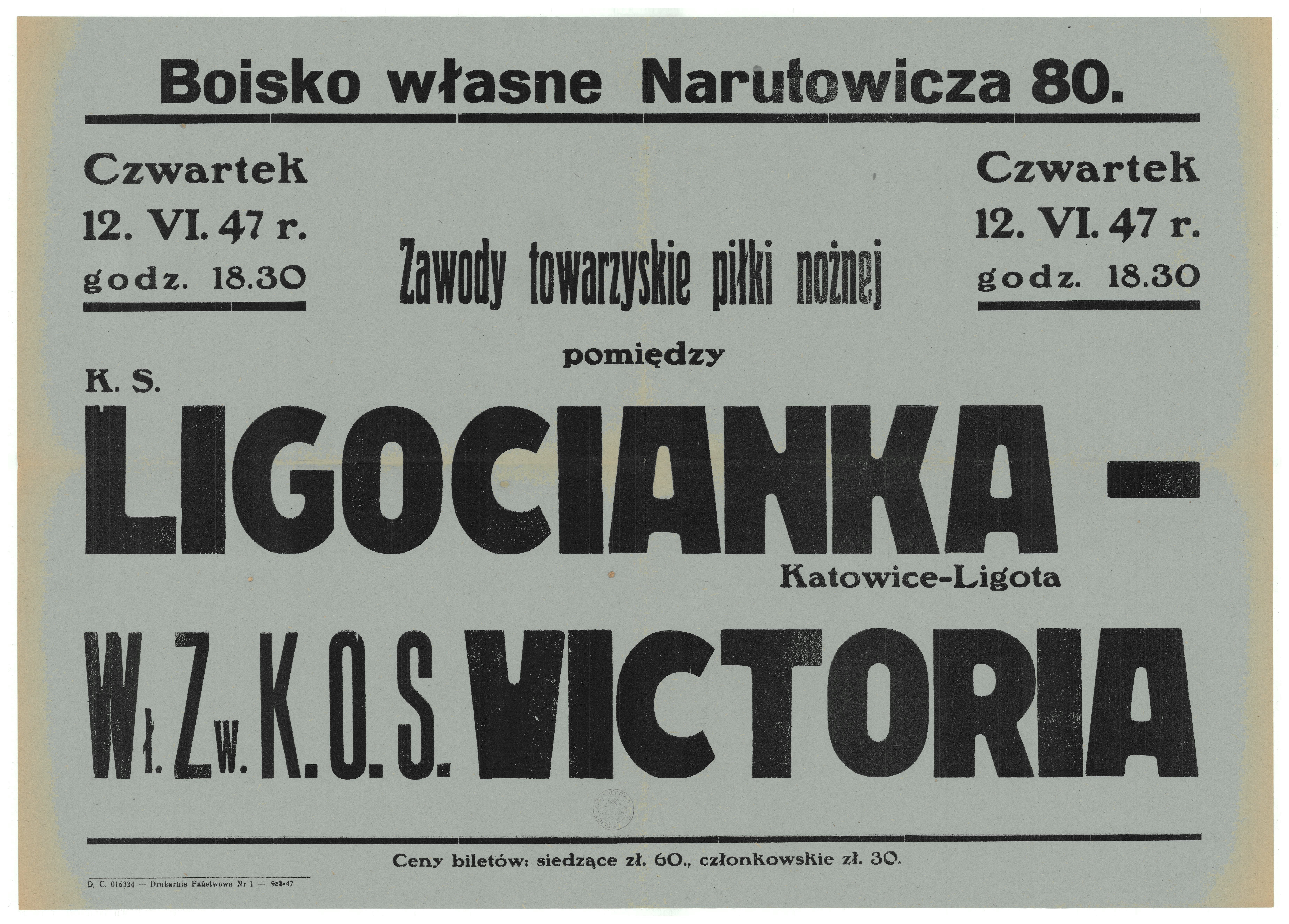
Afisz meczu towarzyskiego Victoria Częstochowa - Ligocianka Ligota 12.06.1947 r.

- 1924 – wiosną powołano w Ligocie Klub Sportowy „Ligocianka” i zgłoszono do rozgrywek klasy „C” do Górnośląskiego Związku Piłki Nożnej
- 1926 – awans do klasy „B”
- 1931 – mistrzostwo ligi i awans do grupy „A”
- 1931/1932 – LIGOCIANKA posiada cztery zespoły piłkarskie (I drużyna, rezerwa drużyny, dwie drużyny juniorskie)
- 1935 – uroczystość 10-lecia klubu, wygrane mecze z niemieckimi zespołami BORSIGWERK Bobrek i DEICHSEL z Zabrza (jubileusz przesunięty o rok z powodu modernizacji boiska)
- 1938 – mistrzostwo klasy „A” i awans do Ligi Śląskiej[2]
- 1939 – spadek z Ligi Śląskiej
- 1945 – reaktywizacja klubu i zgłoszenie do Śląskiego Okręgowego Związku Piłki Nożnej do klasy „A”
- 1946 – spadek z klasy „A”
- 1947/1948 – awans pierwszej drużyny do klasy „A”
- 1949 – 25-lecie klubu, połączenie KS ROZWÓJ z KS LIGOCIANKĄ – powstaje ZKS GÓRNIK Katowice-Ligota[3]. Przegrane kwalifikacje z Concordią Knurów o awans do Ligi Śląskiej
- 1952 – spadek do klasy „B”, rozwiązanie więzi z KS ROZWÓJ, zmiana nazwy (ZS UNIA) i przystąpienie do Zrzeszenia Sportowego UNIA
- 1952/1953 – awans do rozgrywek klasy „A”
- 1955/1956 – zmiana nazwy na KS ELEKTROBUDOWA Katowice-Ligota
- 1959 – w związku z reorganizacją klub uzyskał pełną osobowość prawną i występował pod nazwą KS BUDOWLANI Katowice-Ligota
- 1962 – awans do III ligi (KS BUDOWLANI w tym czasie dysponuje sześcioma zespołami). W kolejnym sezonie nastąpił spadek
- 1965 – po fuzji KS BUDOWLANI z KS SPARTA Katowice powstaje klub BUDOWLANY KLUB SPORTOWY SPARTA Katowice z siedzibą przy ul. Rolnej 43

## Prezesi KS Ligocianka[4]
| Lata             | Prezes                                              |
| ---------------- | --------------------------------------------------- |
| 1924-1925        | Maksymilian Frychel, Jan Podleśny                   |
| 1925-1927        | Bonifacy Grządziel                                  |
| 1928             | Stachowiak                                          |
| 1929-1933        | Bonifacy Grządziel                                  |
| 1934-1935        | Józef Iwanicki                                      |
| 1936-1937        | Franciszek Czaja                                    |
| 1937-1939        | Bonifacy Grządziel                                  |
| 1939-1945        | zawieszenie ze względu na działania wojenne – II WŚ |
| VI.1945          | reaktywizacja klubu                                 |
| 1945-IV.1949     | Bonifacy Grządziel                                  |
| IV.1949          | połączenie z Rozwojem i zmiana nazwy na ZKS GÓRNIK  |
| IV.1949-X.1951   | Leon Słanina                                        |
| X.1951-X.1952    | Jerzy Rozmus                                        |
| X.1952           | zmiana nazwy na ZKS UNIA                            |
| X.1952-IV.1953   | Henryk Heliś                                        |
| IV.1953-I.1956   | Bonifacy Macioszczyk                                |
| I.1956           | zmiana nazwy na KS ELEKTROBUDOWA                    |
| I.1956-VI.1959   | Zdzisław Opoka                                      |
| VI.1959          | zmiana nazwy na KS BUDOWLANI                        |
| VI.1959-XII.1964 | Eugeniusz Kwaśny                                    |
| 1.I.1965         | fuzja ze SPARTĄ Katowice                            |